# Ford Pinto
Ford Pinto é um automóvel pequeno (subcompacto) que foi fabricado nos Estados Unidos de 1971 até 1980, pela Ford.

## História
O Ford Pinto foi um modelo desenvolvido para o mercado da América do Norte, apresentado pela primeira vez, no dia 11 de setembro de 1970, sendo um dos modelos mais populares da Ford até 1980, quando sua produção foi descontinuada. Em 1974, no Canadá, e no ano seguinte, nos Estados Unidos, foi lançado o Mercury Bobcat, praticamente o mesmo modelo, mas em versões mais despojadas, que carregava o emblema da Mercury, braço popular da marca Ford. Prático, econômico (para os padrões norte-americanos daquela época) e popular, o modelo viu sua reputação cair vertiginosamente quando foram descobertos sérios problemas de segurança em seu projeto. Sua missão no mercado, de início, era "enfrentar" o concorrente AMC Gremlin, que havia chegado ao mercado dia 1º de abril de 1970 - seis meses antes do pequeno Ford e o Chevrolet Vega.
Foi cogitada sua fabricação no Brasil, em meados dos anos 70, para complementar as opções oferecidas pelo Ford Corcel, mas os prováveis altos custos de adaptação da linha de montagem para produção, inviabilizariam o seu custo ao mercado brasileiro.
Um grave problema do modelo, que originou a demissão de Lee Iacocca, principal executivo da empresa na época e um dos grandes idealizadores do modelo, foi a falta de segurança que ocasionaram sérios incêndios com algumas unidades do Pinto, levando a Ford a encerrar sua produção. Foi substituído pela versão norte-americana do Ford Escort.
Sua denominação foi uma homenagem a uma raça de cavalos, que nos Estados Unidos tem o nome de Pinto.

## Motores
O automóvel era disponibilizado para venda (exceto em 1973 e 1980) em 2 modelos de motores:
- 1971

1.6 L OHV I4 - 75 hp (56 kW)
2.0 L SOHC I4 - 100 hp (74.5 kW)
- 1972

1.6 L Kent - 54 hp (40 kW)
2.0 L EAO - 86 hp (64 kW)
- 1973

2.0 L EAO - 86 hp (64 kW)
- 1974

2.0 L EAO - 86 hp (64 kW)
2.3 L OHC - 90 hp (67 kW)
- 1975

2.3 L OHC - 83 hp (62 kW)
2.8 L V6 - 97 hp (72 kW)
- 1976

2.3 L OHC - 92 hp (69 kW)
2.8 L Cologne - 103 hp (77 kW)
- 1977

2.3 L OHC - 89 hp (66 kW)
2.8 L Cologne - 93 hp (69 kW)
- 1978

2.3 L OHC - 88 hp (66 kW)
2.8 L Cologne - 90 hp (67 kW)
- 1979

2.3 L OHC - 88 hp (66 kW)
2.8 L Cologne - 102 hp (76 kW)
- 1980

2.3 L OHC - 88 hp (66 kW)